# 九十九里いわし博物館

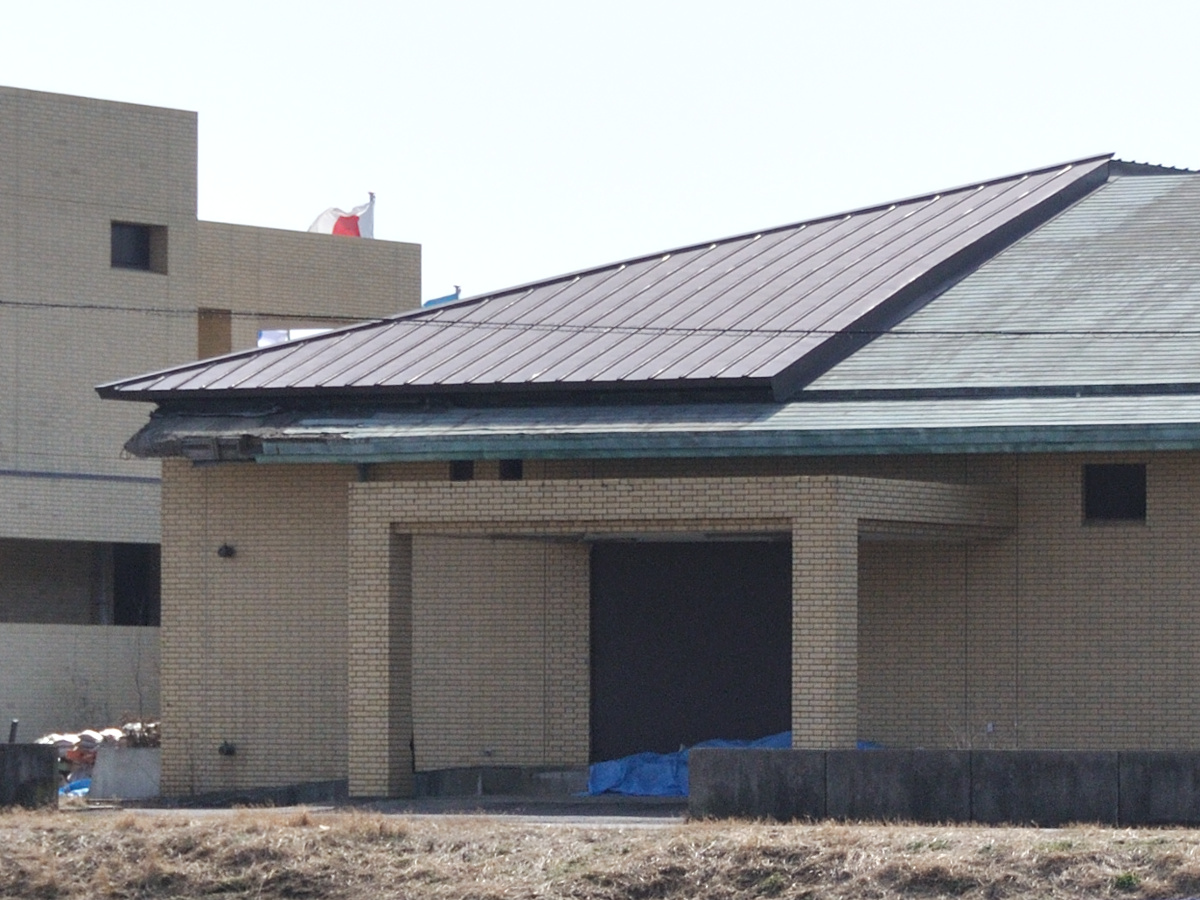
天然ガス爆発事故による損傷箇所

九十九里いわし博物館（くじゅうくりいわしはくぶつかん）は、千葉県山武郡九十九里町片貝にあった町立博物館である。2023年現在、建物は解体され跡地は駐車場となっている。

## 概要
九十九里町が「九十九里町立九十九里いわし博物館設置及び管理に関する条例」に基づいて設置する、世界でも唯一のイワシをテーマとした博物館である。
かつて町はイワシ漁で栄え、漁獲の大部分は肥料の干鰯や〆粕に加工されて関東地方や関西地方に出荷された。いわし博物館では休館時点において、江戸時代から現代に続くイワシ漁を紹介し、イワシの生態、イワシ漁に関する古文書、漁具・漁船の変遷、イワシ料理まで、イワシに関する約46,000点の資料を所蔵していた。また幅5メートル、奥行き1.8メートル、深さ1.35メートルの大型水槽を使って、回遊する約3000匹のイワシを展示していた。
建物は鉄筋コンクリート造の平屋建てで、延床面積は約800平方メートルあり、町役場や中央公民館に隣接していた。

## 爆発事故
2004年（平成16年）7月30日午前9時頃、博物館の文書収蔵庫で爆発事故が発生した。臨時職員1名が吹き飛んだ壁に挟まれて死亡、臨時職員1名が全身にやけどを負って一時重体となり、文書収蔵庫は屋根が吹き飛び壁が変形するなど激しく損傷して、博物館は休館となった。
当初爆発の原因は不明で、会見を行った地元消防本部の担当課長は「原因は現時点で想像つかない」などと話していたが、その後に警察・消防が行った調査により、この地域特有の自然湧出する天然ガスが使用されていないエアコンの配管口を通って文書収蔵庫内に流入、無色無臭の天然ガスに気づかなかった臨時職員が薫煙殺虫剤を使用するために着火したところ、室内に充満していた天然ガスに引火して爆発に至ったと判明した。
死亡した臨時職員は66歳の女性で、2003年5月19日に明仁天皇・美智子皇后が博物館を訪問した際に展示資料の説明を担当していた。この事故を受けて九十九里町は、その年の8月に行われる予定だった恒例「九十九里町ふるさとまつり」（夏祭り）を自粛した。
事故後、千葉県内の学芸員らにより、飛散したがれきの中から段ボール箱約270箱分の資料が回収された。また屋根が吹き飛んで開いた穴は、トタン屋根により覆われた。
休館となって以降は建物は長年放置されている状態となっていた。2023年現在、建物は解体され跡地は駐車場となっている。

## 再建
町は、博物館の修復に必要な費用を約2億7000万円と見積もった。博物館の再開を求める声が町民の中に根強い事もあり、2004年に町は、役場に近い片貝漁港後背地の国有地を買収して新たに博物館を建設する考えを表明、地元観光協会や漁協などのメンバーで構成する検討委員会で協議が行われた。
2015年4月24日、新たな名称をいわしの交流センター展示室（通称・いわし資料館）として再建した博物館が、いわしの交流センター（愛称・海の駅 九十九里）内に開館した。
再建の詳細はいわしの交流センター#整備を参照。

## 沿革
- 1982年11月 落成。
- 2000年4月 来館者50万人達成。
- 2003年4月 生きたイワシ約3000匹が回遊する水槽を設置[6]。
- 2003年5月19日 明仁天皇・皇后美智子が訪問[17]。
- 2004年7月30日 天然ガス爆発事故が発生、休館[7]。
- 2015年4月24日 いわしの交流センター（愛称・海の駅 九十九里）内に再建・開館。名称はいわし資料館となる[21]。